# Veronika Vařeková
Veronika Vařeková (Olomouc, 19 giugno 1977) è una modella ceca.

## Biografia
Nativa della Cecoslovacchia, all'età di 19 anni si trasferisce a New York per frequentare la Parsons The New School For Design. A Manhattan, su richiesta di un amico, incontra Next Model Management che subito le firma un contratto.
Appare sulle copertine di Vogue, Elle, Cosmopolitan e Sports Illustrated Swimsuit Issue. Le sue foto, scattate da fotografi come Peter Lindbergh e Patrick Demarchelier, le permetteranno di essere protagonista di alcune campagne per Chanel, Escada, Ungaro, Guess, Hublot, Nivea e Victoria's Secret.
Interessata alle arti figurative, allo sport e alla filantropia, nel 2008 scalò il Kilimangiaro e in quest'occasione entrò in contatto con African Wildlife Foundation diventando l'anno successivo ambasciatrice al fine di promuovere la difesa del territorio, delle specie in via d'estinzione e delle comunità locali affiliate a "AWF's African Heartlands". Inoltre si occupa anche del volontariato nell'orfanotrofio della sua cittadina natale in Repubblica Ceca, dividendo la sua vita tra Praga e New York.